# Francesca Palumbo
Francesca Palumbo (Potenza, 10 febbraio 1994) è una schermitrice italiana, specializzata nel fioretto.
Ha conquistato due ori mondiali e due europei, tutti a squadre tra il 2022 ed il 2024. A livello individuale, invece, vanta un bronzo europeo, conquistato a Plovdiv 2023.
Il 1º agosto 2024 vince la medaglia d'Argento ai Giochi olimpici di Parigi 2024 nella gara del fioretto a squadre insieme ad Alice Volpi, Martina Favaretto e Arianna Errigo dopo aver perso in finale per 45 a 39 contro gli Stati Uniti.

## Biografia
Aveva 8 anni quando andò a vedere una partita di scherma, da allora decise di praticare tale sport assieme ai suoi amici, fino ad appassionarsi. Il suo maestro fu Giuseppe Pinto, deceduto nel gennaio 2023. Già all'età di 15 anni aveva vinto numerosi ori. È fidanzata con un'osteopata.

## Palmarès

### Risultati élite
In carriera ha ottenuto i seguenti risultati:
Giochi olimpici
Individuale
A squadre
- Argento nel fioretto a Parigi 2024

Mondiali
Individuale
A squadre
- Oro nel fioretto a Il Cairo 2022
- Oro nel fioretto a Milano 2023
- Argento nel fioretto a Budapest 2019

Europei
Individuale
- Bronzo nel fioretto a Plovdiv 2023

A squadre
- Oro nel fioretto ad Adalia 2022
- Oro nel fioretto a Basilea 2024
- Bronzo nel fioretto a Düsseldorf 2019

Giochi europei
Individuale
A squadre
- Oro nel fioretto a Cracovia 2023

Mondiali militari
Individuale
- Oro nel fioretto ad Acireale 2017

A squadre
- Oro nel fioretto ad Acireale 2017

Universiadi
Individuale
A squadre
- Oro nel fioretto a Gwangju 2015
- Oro nel fioretto a Taipei 2017

Campionati italiani
Individuale
- Oro nel fioretto a La Spezia 2023
- Oro nel fioretto a Cagliari 2024
- Argento nel fioretto a Milano 2018
- Argento nel fioretto a Palermo 2019

A squadre
- Oro nel fioretto a Gorizia 2017
- Bronzo nel fioretto a Bologna 2012
- Bronzo nel fioretto a Milano 2018
- Bronzo nel fioretto a Palermo 2019
- Bronzo nel fioretto a La Spezia 2023
- Bronzo nel fioretto a Cagliari 2024
- Bronzo nel fioretto a Picenza 2025

### Risultati giovani
Mondiali giovani
Individuale
A squadre
- Oro nel fioretto a Parenzo 2013
- Bronzo nel fioretto a Plovdiv 2014

Europei Under-23
Individuale
- Argento nel fioretto a Plovdiv 2016

A squadre
- Argento nel fioretto a Plovdiv 2016
- Bronzo nel fioretto a Tbilisi 2014
- Bronzo nel fioretto a Vicenza 2015

Europei giovani
Individuale
- Bronzo nel fioretto a Budapest 2013

A squadre
- Oro nel fioretto a Budapest 2013
- Oro nel fioretto a Gerusalemme 2014

Europei cadetti
Individuale
- Oro nel fioretto ad Atene 2010
- Argento nel fioretto a Klagenfurt 2011
- Bronzo nel fioretto a Bourges 2009

A squadre
- Oro nel fioretto ad Atene 2010
- Oro nel fioretto a Klagenfurt 2011
- Bronzo nel fioretto a Bourges 2009

Campionati del mediterraneo giovani
Individuale
- Oro nel fioretto a Loures 2009

A squadre
Campionati del mediterraneo cadetti
Individuale
- Oro nel fioretto a Loures 2009

A squadre